# Campionato sammarinese di calcio a 5 2008-2009
La stagione 2008/2009 è la seconda edizione del "Campionato Sammarinese di Futsal". Parte il 23 ottobre 2008 per concludersi il 19 marzo 2009 con una formula rinnovata simile a quella del Campionato sammarinese di calcio. 
Le squadre sono divise in due gironi, il campionato regolare si svolge con scontri di andata e ritorno fra le squadre dello stesso girone intervallate da una fase a scontro diretto con le squadre del girone opposto denominata "intergirone". 
Al termine della stagione regolare le prime tre classificate di ogni girone hanno avuto accesso ai play-off, formula tramite la quale si è aggiudicato il titolo.

## Girone 1
|  |    | Classifica 2008-09 | Pt | G  | V  | N | P  | GF | GS | DR  |
|  | -- | ------------------ | -- | -- | -- | - | -- | -- | -- | --- |
|  | 1. | Tre Fiori          | 43 | 16 | 14 | 1 | 1  | 97 | 53 | +44 |
|  | 2. | San Giovanni       | 37 | 16 | 12 | 1 | 3  | 82 | 43 | +39 |
|  | 3. | Murata             | 31 | 16 | 10 | 1 | 5  | 68 | 43 | +25 |
|  | 4. | Virtus             | 20 | 16 | 5  | 5 | 6  | 34 | 23 | +8  |
|  | 5. | Tre Penne          | 14 | 16 | 4  | 2 | 10 | 68 | 72 | -4  |
|  | 6. | Pennarossa         | 13 | 16 | 3  | 4 | 9  | 42 | 71 | -29 |

## Girone 2
|  |    | Classifica 2008-09 | Pt | G  | V  | N | P  | GF | GS  | DR  |
|  | -- | ------------------ | -- | -- | -- | - | -- | -- | --- | --- |
|  | 1. | Cosmos             | 33 | 16 | 10 | 2 | 4  | 77 | 54  | +23 |
|  | 2. | Juvenes/Dogana     | 33 | 16 | 10 | 3 | 3  | 69 | 41  | +28 |
|  | 3. | Faetano            | 21 | 16 | 6  | 3 | 7  | 53 | 59  | -6  |
|  | 4. | La Fiorita         | 14 | 16 | 3  | 5 | 8  | 33 | 57  | -24 |
|  | 5. | Fiorentino         | 10 | 16 | 3  | 1 | 12 | 43 | 67  | -24 |
|  | 6. | Domagnano          | 4  | 16 | 1  | 1 | 14 | 35 | 116 | -81 |

## Play-off
Ai play-off si qualificano le prime tre squadre di ogni girone.
Una squadra viene eliminata nel momento in cui perde due partite.
- Primo Turno

| Squadra 1    | Risultato | Squadra 2      |
| ------------ | --------- | -------------- |
| Murata       | 0-1       | Juvenes/Dogana |
| San Giovanni | 5-3       | Faetano        |

- Secondo Turno

| Squadra 1      | Risultato | Squadra 2    |
| -------------- | --------- | ------------ |
| Juvenes/Dogana | 1-8       | San Giovanni |
| Murata         | 4-3       | Faetano      |

- Terzo Turno

| Squadra 1 | Risultato | Squadra 2      |
| --------- | --------- | -------------- |
| Murata    | 0-1       | Juvenes/Dogana |
| Cosmos    | 3-2       | Tre Fiori      |

- Quarto Turno

| Squadra 1      | Risultato | Squadra 2    |
| -------------- | --------- | ------------ |
| Juvenes/Dogana | 1-3       | Tre Fiori    |
| Cosmos         | 1-4       | San Giovanni |

- Semifinale

| Squadra 1 | Risultato | Squadra 2 |
| --------- | --------- | --------- |
| Tre Fiori | 4-2       | Cosmos    |

- Finale

| Squadra 1    | Risultato | Squadra 2 |
| ------------ | --------- | --------- |
| San Giovanni | 2-5       | Tre Fiori |

 Tre Fiori campione di San Marino di Futsal 2008/2009.